# 下米庄水库
下米庄水库是中国山西省朔州市怀仁县境内的一座水库，位于口泉河上，建于1967年。水库正常库容为538万立方米，集雨面积为340平方千米，海拔为1001米。